# 牧山出入口
牧山出入口（まきやまでいりぐち）は、福岡県北九州市戸畑区にある北九州都市高速5号線の出入口である。
当入口から入った場合、東田出入口、国道3号黒崎バイパス方面には行くことができない。
ETC車は、当出入口と戸畑出入口との間で60分以内で乗り継ぎが可能である。

## 道路
- 北九州高速5号線

## 接続する道路
- 北九州市道牧山海岸2号線

## 歴史
- 2024年（令和6年）
  - 1月31日 : 当初2023年（令和5年）度内の開通予定とされていた当出入口 - 枝光出入口間について、2023年5月と7月の大雨により施工済みの擁壁に変位が生じたとして、今後補強工事を実施し2024年度中に工事を完成する見通しとした上で、具体的な開通見込みについては今後の進捗等を踏まえ改めて公表すると発表[2]。
  - 8月28日 : 当出入口と福岡県道50号八幡戸畑線を接続する都市計画道路汐井町牧山海岸線のうち、JR鹿児島本線（旅客線と貨物線）をアンダーパスする戸畑区汐井町（汐井町交差点） - 牧山海岸（牧山橋）間開通[3]。
- 2025年（令和7年）3月1日 : 当出入口 - 枝光出入口間開通に伴い、供用開始[4][5]。

### 予定
- 2033年（令和15年）度 : 戸畑出入口 - 当出入口間開通予定[3]

## 料金所
入口料金所が設置される。牧山入口料金所で非ETC車が料金を支払う際には通行券が発行され、本線上の東田料金所ではこの通行券を手渡すことで通行できる。

## 周辺
- 戸畑駅
- 戸畑渡場
- 戸畑警察署
- イオン戸畑ショッピングセンター
- 都島展望公園
- 都島球場
- ［［福岡県道50号八幡戸畑線］］

## 隣
北九州高速5号線
（若戸JCT：予定） - (503)牧山出入口 - (505)枝光出入口